# Aspila citrea
Aspila citrea là một loài bướm đêm trong họ Noctuidae.